# Cranioleuca antisiensis
A Cranioleuca antisiensis a madarak (Aves) osztályának verébalakúak (Passeriformes) rendjébe és a fazekasmadár-félék (Furnariidae) családjába tartozó faj.

## Rendszerezése
A fajt Philip Lutley Sclater angol ügyvéd és zoológus írta le 1859-ben, a Synallaxis nembe Synallaxis antisiensis néven.

## Alfajai
- Cranioleuca antisiensis antisiensis (P. L. Sclater, 1859)
- Cranioleuca antisiensis palamblae (Chapman, 1923)[2]

## Előfordulása
Dél-Amerikában az Andokban, Ecuador és Peru területén honos. Természetes élőhelyei a szubtrópusi és trópusi hegyi esőerdők, legelők és szántóföldek. Állandó nem vonuló faj.

## Megjelenése
Testhossza 15 centiméter, testtömege 14-19 gramm.

## Életmódja
Ízeltlábúakkal táplálkozik.

## Természetvédelmi helyzete
Az elterjedési területe nagy, egyedszáma pedig stabil. A Természetvédelmi Világszövetség Vörös listáján nem fenyegetett fajként szerepel.